# フローズン・リバー
『フローズン・リバー』（Frozen River）は、2008年のアメリカ映画。
サンダンス映画祭審査員大賞（グランプリ）ドラマ部門受賞。第81回アカデミー賞主演女優賞、脚本賞ノミネート。

## ストーリー
アメリカのニューヨーク州の最北端の町でトレーラー暮らしをするレイは、ギャンブルにはまった夫に新居の購入費用を持ち逃げされてしまう。持ち逃げした夫を探していたレイは、ビンゴ会場（カジノの一種）の駐車場で夫の車を発見する。車を運転していたのは地元のモホーク族の女性・ライラだった。ライラは、自分はキーのささったままのこの車を発見し、拾っただけだと主張した。レイがお金に困っていることを見抜いたライラは、車を高値で買い取ってくれる人物を紹介することを提案した。そこでレイは、ライラに言われたとおりに凍ったセントローレンス川を横断した。すると、そこには中国人の不法移民が待っていた。ここでライラは、レイに車の買い取りの話は嘘だったことを告げ、不法移民の密入国を手助けする話を持ち掛ける。他に頼るあてのないレイは、この仕事を受けることを決め、車で凍った川（フローズン・リバー）を往来するようになる。しかし、それは警察の目を逃れるギリギリの毎日だった。そんな彼女は、ある日パキスタンから来た夫婦をアメリカに不法入国させることになるが、レイはその夫婦をテロリストだと疑ってしまう。その結果、夫婦の持ち物であるトランクを川の中程で捨ててしまうのだが、その中には夫婦の赤ん坊が居たのだった。

## キャスト
- レイ：メリッサ・レオ
- ライラ：ミスティ・アッパム
- TJ：チャーリー・マクダーモット
- マーク・ブーン・ジュニア
- マイケル・オキーフ

## 主な受賞
- サンダンス映画祭：グランプリ
- ストックホルム国際映画祭：グランプリ
- インディペンデント・スピリット賞：主演女優賞
- セントラル・オハイオ映画批評家協会賞：主演女優賞、ブレイクスルー女優賞
- フロリダ映画批評家協会賞：主演女優賞
- ゴッサム賞：主演女優賞
- ナショナル・ボード・オブ・レビュー：新人監督賞、スポットライト賞

## 備考
当初、日本では配給会社がつかず、公開を見合わせていたが、独立系ミニシアターの映画館として知られるシネマライズが名乗りを上げ、日本での公開が実現した｡